# Josef Moser
Josef Moser (Lienz, 1955. október 6. –) osztrák politikus, Ausztria igazságügyminisztere.

## Életpályája
2004 és 2016 között az osztrák Számvevőszék (Rechnungshof) elnöke volt.
2017. november 9-én az Osztrák szövetségi parlament (Nationalrat) képviselője lett.